# Бојанићи (породица)
Бојанићи воде порекло од барјактара Теодора Тоше Бојанића и Саре Карађорђевић, Карађорђеве кћерке и удовице војводе Николе Кара-Марковића.
После смрти војводе Николе Кара-Марковића у Хотину 1816. Сара се удала за Тошу Бојанића. Њихова деца су пешадијски поручник Ђорђе Бојанић, који је добио име по деди Карађорђу и кћерке Јелена, Надежда и Стана. Поручник Ђорђе Бојанић није имао деце.

### Порекло
Тачно порекло Теодора Бојанића није познато. Зна се да је дошао из Херцеговине. Постоји братство Бојанића у Љешанској нахији и друго братство у Башином селу, у Жупи Градачкој, у Кривошијама, у Боки.
Теодор Теша Бојанић је дошао у Шабац, где је био барјактар војводе поп Луке Лазаревића, шабачког команданта.

## Барјактар Теодор Бојанић
Теодор Теша Бојанић је дошао у Шабац из Херцеговине, где је био барјактар војводе поп Луке Лазаревића, шабачког команданта. После 1813. године живео је у емиграцији у Аустрији, и потом у Русији. У Русији се оженио Карађорђевом кћерком Саром, удовицом војводе Николе Кара-Марковића, који је умро 1816.
Теодор Бојанић и Сара Карађорђевић су имали сина пешадијског поручника Ђорђе Бојанић, који је добио име по деди Карађорђу, и кћерке Јелена, Надежда и Стана.

## Сара Бојанић рођ. Карађорђевић (1795-1852)
Карађорђева кћерка Сара била је прво удата за војводу Николу Кара-Марковића. После његове смрти 1816. године удала се за бившег барјактара војводе Луке Лазаревића Теодора Тешу Бојанића у Русији.
Теодор Бојанић и Сара Карађорђевић су имали сина пешадијског поручника Ђорђе Бојанић, који је добио име по деди Карађорђу, и кћерке Јелена, Надежда и Стана.

### Поручник Ђорђе Бојанић
Пешадијски поручник Ђорђе Бојанић, Карађорђев унук по кћерки Сари, није имао деце.

### Богатинчевићи
Породица Теодора Теје Богатинчевића (рођ. 1809), трговца из Шапца и Јелене - Јелке Бојанић, кћерке Теодора Тоше Бојанића, барјактара војводе поп Луке Лазаревића и Саре Карађорђевић, Карађорђеве кћерке. Њихови синови су коњички потпоручник Михаило Богатинчевић и Константин Боганичевић (рођ. 1860), фармацеут, власник апотеке у Београду, Александар Богатинчевић (рођ. 1855), Павле Богатинчевић (рођ. 1858). Имали су и три кћерке, Сару (рођ. 1851), Полексију (рођ. 1862). Слава Богатинчевића је Св. Никола.

#### Коњички капетан 1. класе Михаило Т. Богатинчевић  (1847–1897)
Коњички потпоручник Михаило Богатинчевић (Шабац, 1. јануар 1847. — Београд, 21. март 1897), Карађорђев праунук, син Теодора Теје Богатинчевића, трговца из Шапца и Јелке Бојанић, кћерке Теодора Тоше Бојанића, барјактара војводе поп Луке Лазаревића и Саре Карађорђевић, Карађорђеве кћерке био је ожењен Станом - Цаном Богатичевић, рођ. Даниловић, кћерком капетана Милана Даниловића, родом из Уба и Катарине Даниловић, рођ. Богићевић, кћерке потпуковника Милоша Богићевића и унука војводе Антонија Богићевића. Тако су Карађорђевићи и Обреновићи у овом случају, посредно, дошли у сродство.
Цана Богатинчевић је била позната у Београду, између осталог, по томе што је била један од најбољих јахача.
Нису имали деце.

#### Константин Т. Богатинчевић
Константин Т. Богатинчевић, магистар фармације, син Теодора Богатинчевића и Јелене, Јелке Бојанић, Карађорђев праунук, био је власник апотеке у Београду.

#### Алекса Т. Богатинчевић
Алекса Богатинчевић је имао сина Теодора Теју А. Богатинчевића, судију, адвоката, рез судског капетана.

##### Теодор А. Богатинчевић (1889-1939)
Теодор Теја А. Богатинчевић, судија, адвокат, рез. судски капетан био је рањен у Првом светском рату. Потом је био у заробљеништву. Супруга Смиља.

### Радоичићи
Породица Стевана Радоичића, члана београдског суда и Надежеде Бојанић, кћерке Теодора Тоше Бојанића, барјактара војводе поп Луке Лазаревића и Саре Карађорђевић, Карађорђеве кћерке. Нема потомства.

### Стојадиновићи
Породица пешадијског мајора Димитрија Стојадиновића и Стане Бојанић, кћерке Теодора Тоше Бојанића, барјактара војводе поп Луке Лазаревића и Саре Карађорђевић, Карађорђеве кћерке. 
Имали су два сина и једну кћерку. 
Има потомства.

### Сродство
Бојанићи (Богатинчевићи и Стојадиновићи) су у сродству са Карађорђевићима, Кара-Марковићима, Пљакићима, Николајевићима, Чарапићима и др.